# Toivo Laitinen

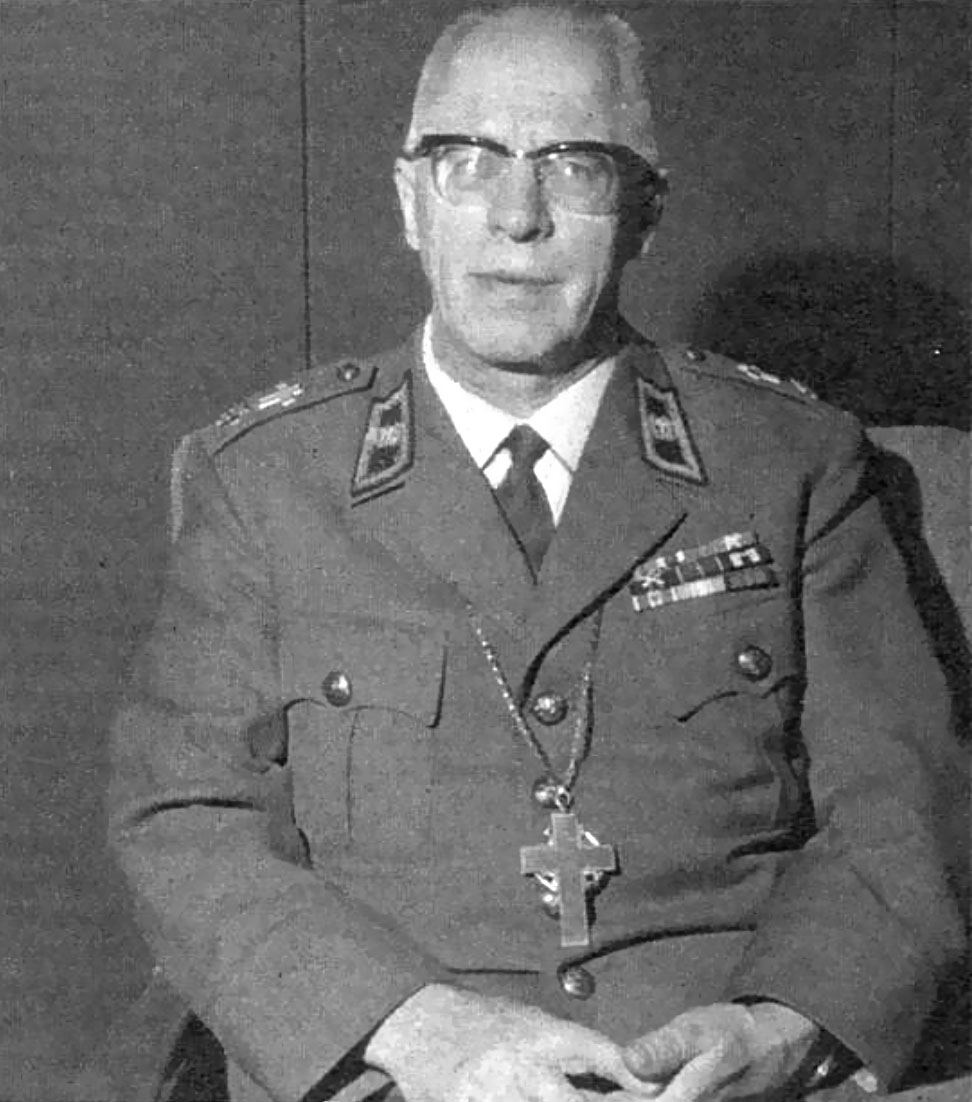
Toivo Laitinen

Toivo Laitinen var i ordningen den andra fältbiskopen i Finlands försvarsmakt, det vill säga ledare för det kyrkliga arbetet i armén. Han efterträdde Johannes Björklund år 1956 och efterträddes av Yrjö Massa år 1969.